# 산성역 헤리스톤
산성역 헤리스톤(영어: Sanseong Station Heristone)은 경기도 성남시 수정구 산성동에 건설 중인 아파트 단지로, 산성구역을 재개발하는 사업이다. 45개동 3,487가구 규모로 들어설 예정이다.